# Серебряная пуля (фильм)
«Серебряная пуля» (англ. Silver Bullet) — американский мистический фильм ужасов 1985 года режиссёра Дэниела Аттиаса, экранизация произведения «Цикл оборотня», автор которого — Стивен Кинг. Премьера фильма состоялась 11 октября 1985 года.

## Сюжет
История начинается с рассказа юной Джейн Кослоу, сестры Марти Кослоу, чья семья участвовала в событиях фильма. В небольшом городке, где живёт семейство Кослоу, погибает железнодорожный рабочий, чью смерть списывают на несчастный случай. Вскоре после этого убивают молодую беременную женщину, которая собиралась застрелиться. Затем погибает Милт Стармфуллер, несмотря на то, что он был вооружён. Его семья покидает город. Далее вечером убивают лучшего друга Мартина, который задержался в парке, играя с воздушным змеем.
После смерти ребёнка местные жители берутся за оружие и отправляются на охоту за зверем. Шериф пытается отговорить их, но безуспешно. Местный священник, преподобный Лестер Лоу, вмешивается в завязавшуюся драку и просит не допускать кровопролития, но его никто не слушает. Охотники попадают в засаду, часть из них погибает, другие бегут в ужасе. Выжившие отрицают то, что они увидели. В ночь после охоты преподобному Лоу снится сон, в котором он читает проповедь о терпимости, как вдруг его паства начинает превращаться в волков, даже та её часть, что была мертва, и набрасывается на него. Он просыпается в ужасе и молится о том, чтобы всё это закончилось.
Результатом последних событий становится введение комендантского часа, а все мероприятия, проводимые в ночное время, отменены. На вечеринку, устроенную семейством Кослоу, приезжает дядя Марти, Рэд. Дядя преподносит подарок Марти — инвалидную коляску с двигателем, которую он называет «Серебряной пулей», и кучу фейерверков. Марти выбирается из дома поздно ночью, отправляется на небольшой мост неподалёку и запускает фейерверки. Здесь на мальчика нападает оборотень, которого он ранит фейерверком в глаз.
Утром Марти рассказывает всё Джейн и просит помощи найти человека с травмой левого глаза. Джейн ищет человека под предлогом сбора бутылок и находит преподобного Лоу. Марти, понимая, что в эту историю никто не поверит, отправил несколько анонимных писем Лоу, в котором предлагал ему совершить самоубийство. Лоу начинает охотиться за Марти и загоняет его в угол на мосту, где пытается оправдать свои убийства. В это время подъезжает местный фермер и невольно спасает Марти жизнь.
Марти и Джейн рассказывают дяде Рэду о том, что они писали письма преподобному. Им с трудом удаётся убедить дядю в том, что преподобный пытался убить Марти. Дядя Рэд проводит экспертизу, сравнивая повреждения и краску на коляске Марти и машине Лоу, а затем отправляется к шерифу и убеждает его проверить имеющуюся информацию и алиби преподобного Лоу на момент убийств жителей городка. Шериф Хэллер находит доказательства против Лоу в его гараже, включая окровавленную биту и клоки волос. Но вскоре туда приходит Лоу и, превратившись в оборотня, вышеуказанной битой избивает шерифа до смерти.
Марти и Джейн уговаривают дядю Рэда взять их серебряные безделушки (крест и медальон) и переплавить их для серебряной пули. Для этого они отправляются к старому человеку, который торгует разными хозяйственными товарами, но когда-то работал оружейником. Он изготавливает для них пулю. Чтобы спровадить из дому сестру и зятя, Рэд подстраивает для них выигрыш — поездку в Нью-Йорк для двоих, а сам остаётся с детьми в доме ждать преподобного Лоу. Среди ночи в окне появляется оборотень и пугает Джейн, однако дядя никого не находит. Он начинает сомневаться во всей этой истории и отправляет Марти и Джейн в кровать. Тем временем оборотень ломает электрощит и лишает дом света. Оборотень проламывает стену, проникает в дом, набрасывается на Рэда и швыряет его из стороны в сторону. Марти удается достать пулю и прострелить оборотню второй глаз из револьвера. Волосяной покров отступает, клыки и когти исчезают и убитый оборотень обратно превращается в преподобного Лоу.

## В ролях
- Кори Хэйм — Марти Кослоу
- Эверетт Макгилл — преподобный Лоу
- Гэри Бьюзи — дядя Рэд
- Робин Гроувз — Нэн Кослоу
- Леон Рассом — Боб Кослоу
- Терри О’Куинн — шериф Джо Холлер
- Миган Фоллоуз — Джейн Кослоу
- Джеймс Гэммон — Арни Уэстрам
- Билл Смитрович — Энди Фэйртон